# Aenictus hilli
Aenictus hilli är en myrart som beskrevs av Clark 1928. Aenictus hilli ingår i släktet Aenictus och familjen myror. Inga underarter finns listade i Catalogue of Life.